# イヤマ

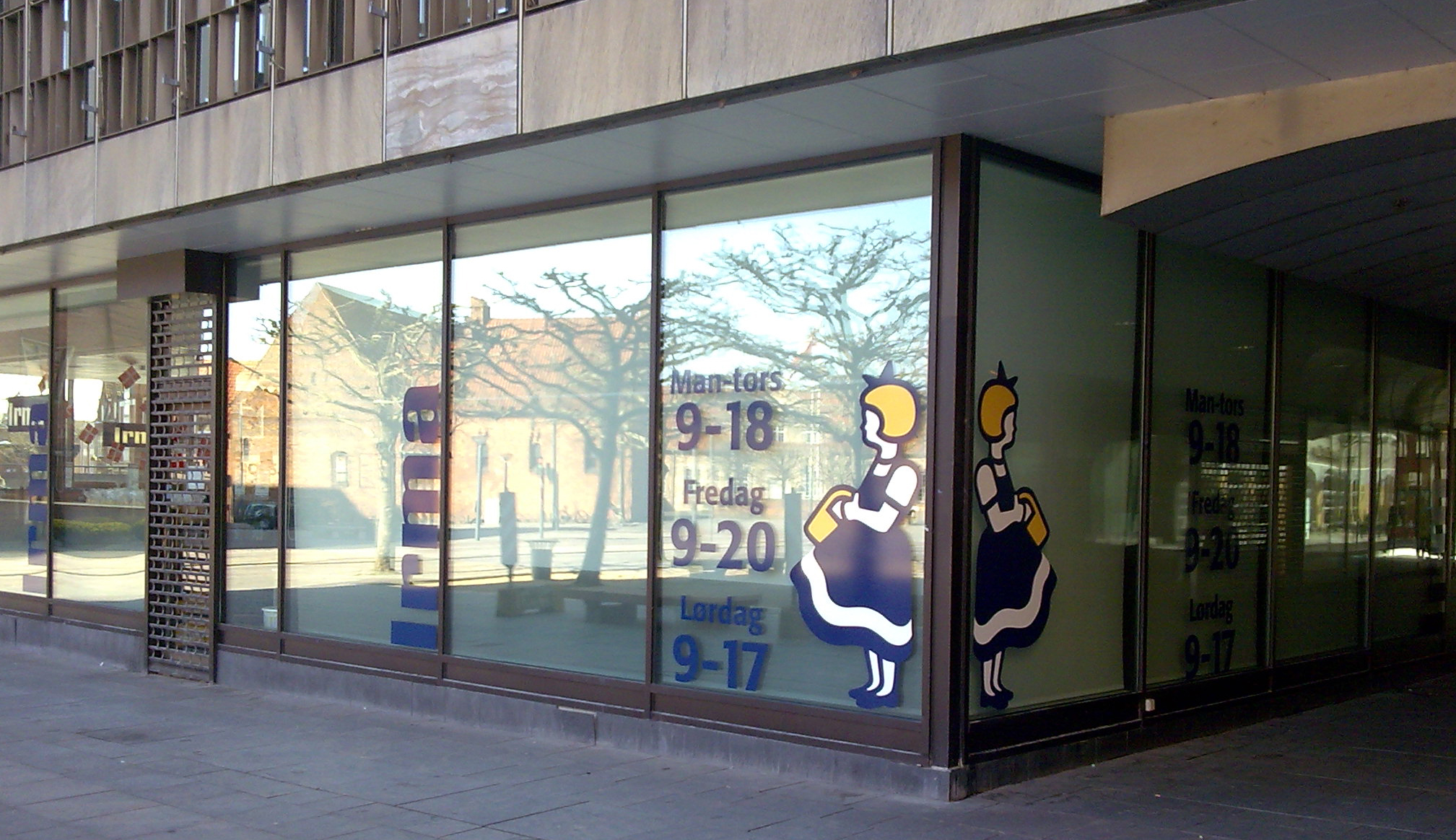
オーデンセにあるイヤマの店舗

イヤマ（Irma）は、デンマークのスーパーマーケット・チェーン。日本ではイアマと表記されることがある。青地に社名のみ、もしくは買い物かごをさげた女の子のイラストが入ったデザインのエコバッグ等のオリジナル商品で知られ、日本でも雑貨好きな人を中心に人気がある。

## 沿革
1886年、卵を売る食料雑貨店としてカール・シェプラーがコペンハーゲンで創業した。食料雑貨チェーンとしては、イギリスのマークス&スペンサーの次に古い。2023年1月31日現在、コープ・デンマークがコペンハーゲン首都圏中心に65店舗を展開。
イヤマは、パッケージングのデザイン同様、新鮮さと有機認定食品の取り扱いに力を入れているため、食や環境問題に関心のある顧客が多い。他のデンマークのスーパーマーケットと比較しても、有機認定食品の数は群を抜いている。
2023年1月31日、イヤマを経営するコープ・デンマークは、イヤマ全店について同年4月1日からCoopなどへのリブランドまたは閉店を開始すると発表した。